# Lycoris radiata
Lycoris radiata (L'Hér.) Herb. è una pianta bulbosa della famiglia delle Amaryllidaceae.

## Nomi comuni

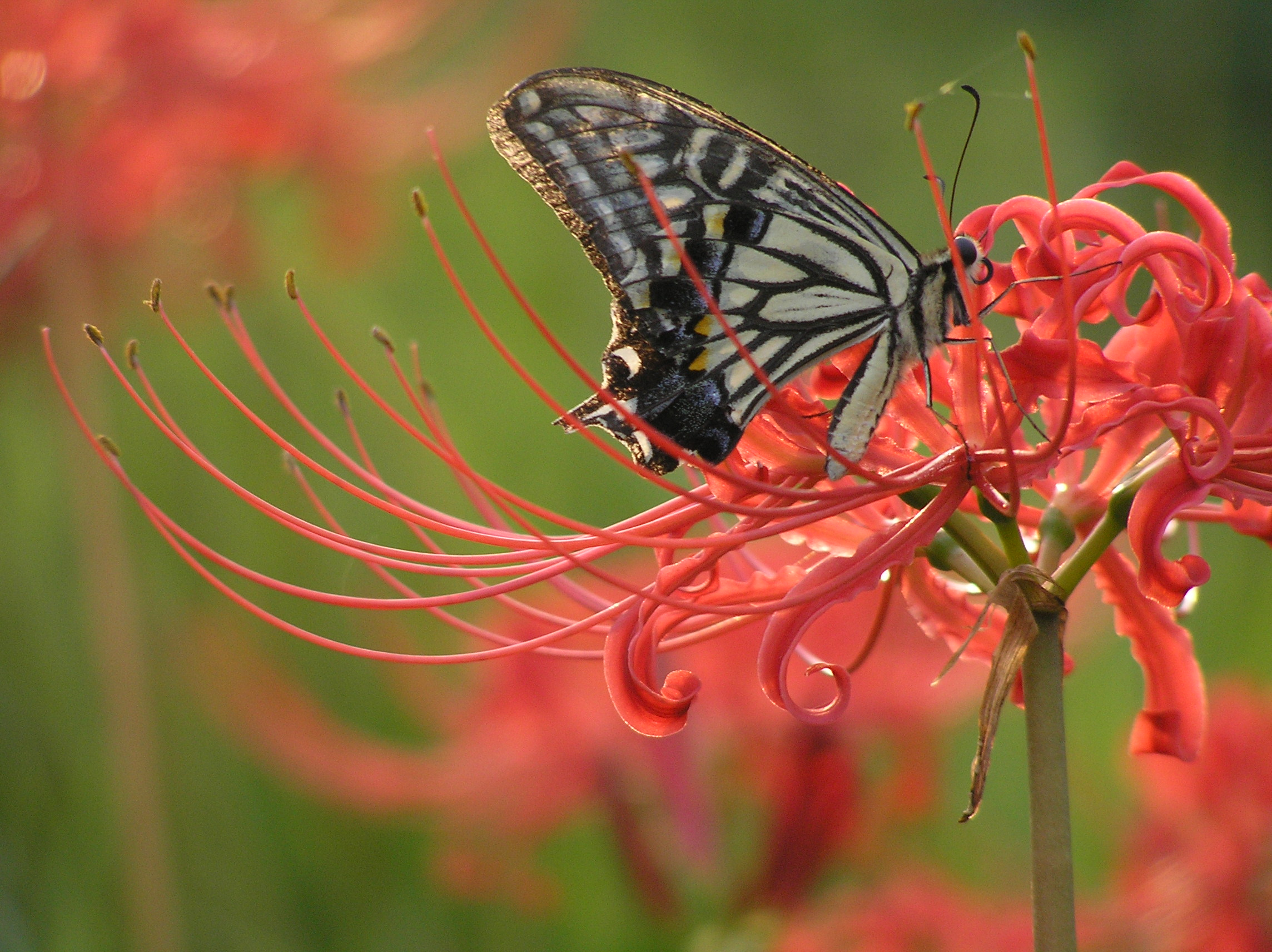
Un esemplare di Papilio xuthus posato sul fiore

In inglese questa pianta è nota con diversi nomi, fra cui "giglio del ragno rosso", "giglio magico rosso" o "fiore dell'equinozio". Altri nomi, come "giglio uragano" o "giglio della resurrezione", fanno riferimento alla sua caratteristica di fiorire in risposta a forti piogge; questi possono essere usati per il genere Lycoris nel suo complesso
.

## Descrizione

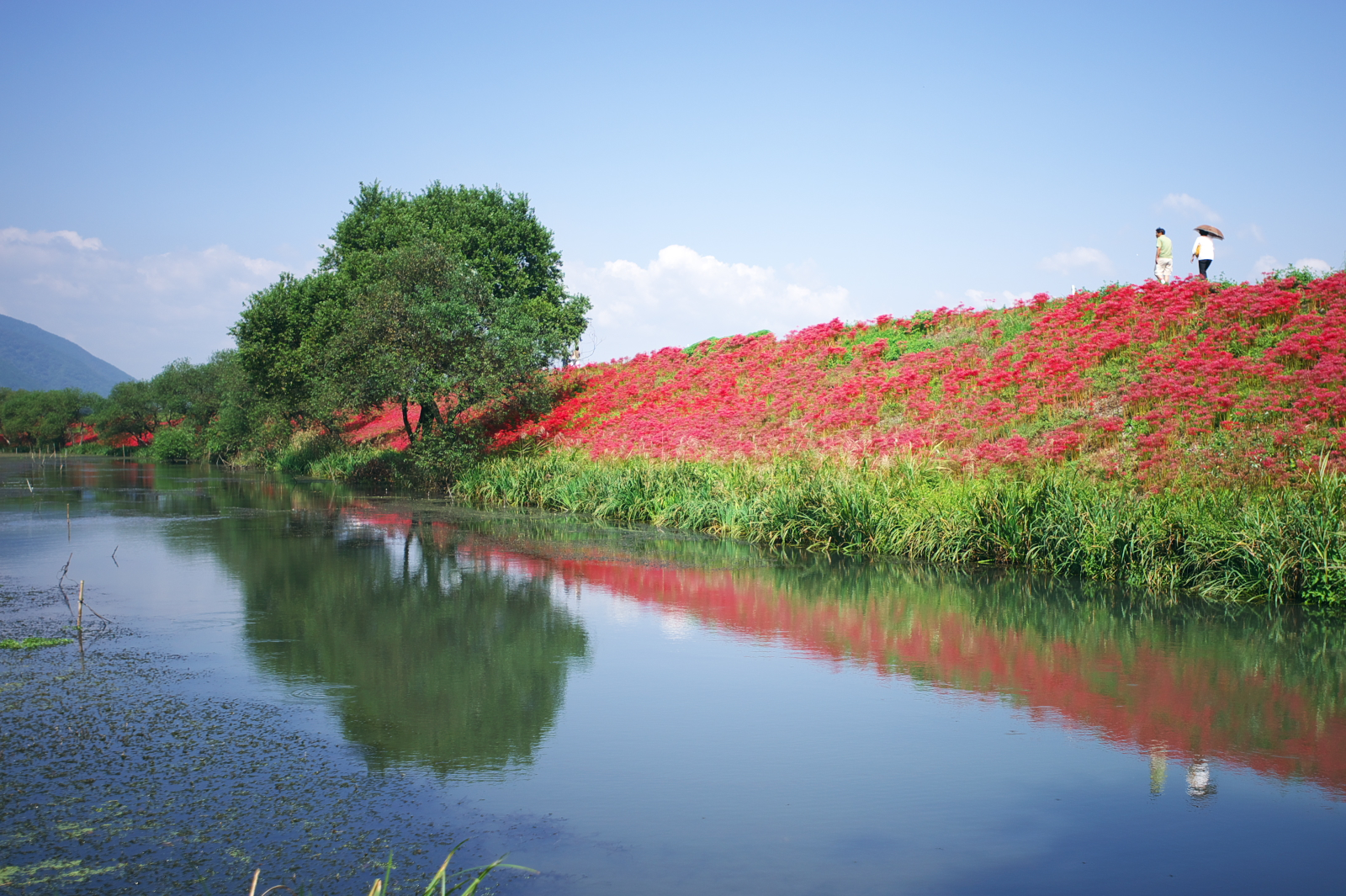
Fiori di Lycoris radiata sulle rive del fiume Tsuya presso Kaizu (prefettura di Gifu, Giappone)

Lycoris radiata è una pianta perenne bulbosa. Normalmente fiorisce prima che le foglie appaiano completamente sugli steli, alti 30-70 centimetri. Le foglie sono radicali, larghe da 0,5 a 1 centimetro di larghezza con una striscia centrale più chiara. I fiori rossi sono disposti in ombrelle. I singoli fiori sono irregolari, con segmenti stretti che si piegano all'indietro e lunghi stami sporgenti.

## Distribuzione e habitat
La pianta è originaria della Cina, della Corea e del Nepal, è stata introdotta in seguito in Giappone e da lì negli Stati Uniti e altrove; è considerata naturalizzata nelle isole Seychelles e nelle Ryukyu.

## Tassonomia
Quella che si crede sia la forma originale di Lycoris radiata, chiamata L. radiata var. pumila, è presente solo in Cina. È un diploide, con 11 paia di cromosomi (2 N = 22), ed è in grado di riprodursi per seme. Le forme triploide, con 33 cromosomi, sono conosciute come L. radiata var. radiata. Sono diffusi in Cina e anche in Giappone, dove, in seguito, la specie è stata introdotta in America e altrove. Le forme triploidi sono sterili, e si riproducono solo vegetativamente, tramite il/i bulbo/i. I triploidi giapponesi sono geneticamente uniformi. È stato detto che siano stati introdotti in Giappone dalla Cina insieme alla coltivazione del riso.
Nelle analisi filogenetiche basate sui geni del cloroplasto , Hori et al. ha scoperto che tutte le altre specie di Lycoris che hanno esaminato erano annidate all'interno di Lycoris radiata . Suggeriscono che la "specie" di Lycoris attualmente riconosciuta potrebbe non essere distinta.

## Coltivazione
La pianta fu introdotta per la prima volta negli Stati Uniti nel 1854 quando furono aperti i porti giapponesi per il commercio . Il capitano William Roberts, che amava la botanica, riportò solo tre bulbi del giglio rosso. I bulbi sono stati poi piantati da sua nipote che ha scoperto che non fioriscono fino a dopo la prima pioggia della stagione autunnale. Da allora le piante sono state naturalizzate in North Carolina , in Texas e in molti altri stati meridionali degli Stati Uniti. Poiché le forme giapponesi sono triploidi sterili, le piante introdotte erano anche sterili e si riproducono solo per divisione del bulbo.
Lycoris radiata non è resistente al gelo e quindi può essere coltivato solo sotto vetro o in una posizione molto riparata in paesi come l'Inghilterra che sono soggetti al gelo. [5] I bulbi possono essere conservati in un ambiente asciutto tra i 7 e i 13 °C. Dovrebbero essere piantati in primavera in pieno sole in un terreno ben drenato (ad esempio sabbioso con un po' di argilla), profondo 20 cm, con 15–30 cm di distanza tra ogni bulbo , e lasciato indisturbato. Le piante fioriranno a fine estate o all'inizio dell'autunno, con steli alti circa 61–71 cm. Le foglie seguono i fiori, rimangono durante l'inverno e scompaiono all'inizio dell'estate. I fiori sbiadiscono nel corso di una settimana da un brillante rosso fluorescente a un rosa intenso.

## Usi e leggende

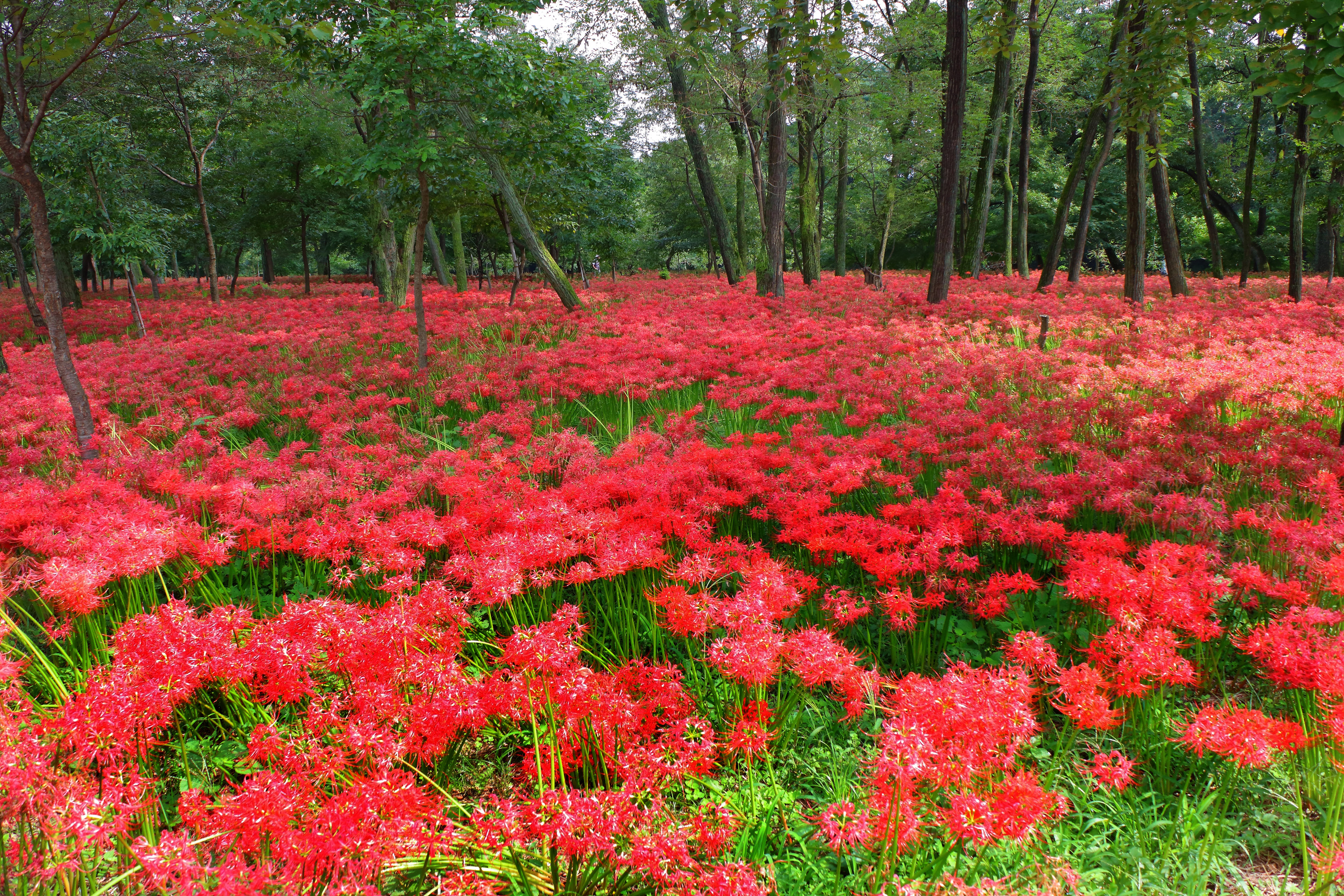
Distesa di fiori sull'altopiano di Kinchakuda (Hidaka, prefettura di Saitama, Giappone)

I bulbi di Lycoris radiata sono molto velenosi. Questi sono particolarmente usati in Giappone, principalmente per tenere lontani parassiti e topi. Ecco perché la maggior parte di loro ora cresce vicino ai fiumi. In Giappone il giglio rosso segna lo shūbun, l'arrivo dell'autunno. Molti buddisti lo usano per celebrare l'arrivo dell'autunno con una cerimonia alla tomba di uno dei loro parenti. Li piantano sulle tombe perché mostrano un tributo ai morti. La gente crede che, dal momento che il giglio rosso è per lo più associato alla morte, non si dovrebbe mai dare un mazzo di questi fiori.
Poiché questi fiori scarlatti di solito fioriscono vicino ai cimiteri, attorno all'equinozio d'autunno, sono descritti nelle traduzioni cinesi e giapponesi del Sutra del Loto come fiori infestanti che crescono in Diyu (l'inferno), o Huángquán (cinese semplificato : 黄泉; Cinese tradizionale :黃泉) e guida i morti fino alla loro prossima reincarnazione.
Nella leggenda Cinese essi sono gigli provenienti dal cielo (摩诃曼珠沙华), si narra che questi gigli hanno il potere di cacciare via i mali da coloro che li vedono.